# Mygdon (Phrygie)
Pour les articles homonymes, voir Mygdon.
Dans la mythologie grecque, Mygdon (en grec ancien Μύγδων / Mygdôn), fils d'Acmon (en), lui-même fils du roi de Phrygie Manès et de l'Océanide Callirhoé, et père de Corèbe,, est roi de Phrygie,.
Selon Pausanias, une partie des Phrygiens sont appelés « Mygdoniens » d'après lui.